# Dương Bửu Chánh
Dương Bửu Chánh (sinh ngày 1 tháng 8 năm 1957) là một thẩm phán người Việt Nam. Ông có chức danh Thẩm phán Tòa án nhân dân tối cao. Ông từng là Thẩm phán, Chánh tòa Tòa dân sự Tòa án nhân dân Thành phố Hồ Chí Minh.

## Tiểu sử
Năm 2005, Dương Bửu Chánh là Thẩm phán, Chánh tòa Tòa dân sự Tòa án nhân dân Thành phố Hồ Chí Minh.
Năm 2013, ông là Thẩm phán Tòa án nhân dân tối cao.
Đầu năm 2018, ông nghỉ hưu theo chế độ.

## Phong tặng
- Huy hiệu 30 năm tuổi Đảng Cộng sản Việt Nam (trao ngày 6/6/2013)[4]